# Amphidrina spaelotidia
Amphidrina spaelotidia là một loài bướm đêm trong họ Noctuidae.